# Hot Shots
Den här artikeln handlar om danskompanier. För filmen, se Hot Shots! Höjdarna!
Hot Shots är ett samlingsnamn för två besläktade Stockholmsbaserade danskompanier: The Rhythm Hot Shots och Harlem Hot Shots, bägge med den afroamerikanska dansen lindy hop som sin basala verksamhet. Bägge grupperna eller medlemmar därur har haft en mycket viktig roll vad gäller att arrangera världens största lindy hop-evenemang, Herräng Dance Camp.

## The Rhythm Hot Shots
The Rhythm Hot Shots (TRHS, ibland felstavat som Rhythm Hotshots, Rytm hotshots med flera varianter) var ett svenskt danskompani som startades 1985, och hade ett väsentligt finger med i spelet vad gäller återuppväckandet av dansformen lindy hop under 1980- och 1990-talet. Sedan hösten 2002 är gruppen inte längre aktiv.

## Harlem Hot Shots
Harlem Hot Shots (HHS, ibland felstavat som Harlem Hotshots) är ett professionellt svenskt danskompani som startade hösten 2002. De historiska banden till The Rhythm Hot Shots är starka, men de flesta av dagens medlemmar i Harlem Hot Shots har aldrig varit medlemmar i The Rhythm Hot Shots. 